# 네이버 도서관

네이버 도서관은 IT와 디자인 전문 도서관을 표방하는 'LIBRARY 1'으로 2010년에 개관했다가 내부 구성과 소장도서를 정비해 2013년에 'NAVER LIBRARY'라는 이름으로 다시 문을 열었었다. 2019년 코로나 19의 영향으로 장기 휴관했던 네이버 라이브러리는 2025년 2월 3일에 '커넥트 라운지(Connect Lounge)'라는 이름으로 재개관했다.
2025년 2월에 개관한 커넥트 라운지는 네이버 제1사옥인 그린팩토리 1, 2층에 있는 라운지형 라이브러리형 라운지다. 책을 읽거나 지식을 습득하는 것뿐만 아니라 사람과 사람을 연결하고 서로의 생각을 공유할 수 있는 열린 공간이다. 네이버 임직원의 추천 도서와 출간 도서로 채워진 ‘네이버인의 서재’, 2007년부터 네이버가 발행해온 100권의 책들을 비치한 ‘NAVER’s Publication’ 등 네이버만의 북큐레이션을 담은 특별한 서가를 만날 수 있으며, 이곳에서 열리는 네이버의 강연 및 행사는 방문객 누구나 볼 수 있도록 오픈한다. 커넥트 라운지의 모든 서가와 책들은 네이버 핸즈 발달 장애 사원들이 정리한다. 

## 이용 방법
별도의 회원 가입이나 신분증 확인 없이 무료 입장이 가능하다. 
모든 책은 라운지 내에서만 열람이 가능하며, 대출은 불가하다.
커피, 차, 물 등 가벼운 음료만 반입 가능하며 간식 및 식사류는 불가하다.